# Gaussan
Gaussan település Franciaországban, Hautes-Pyrénées megyében. Lakosainak száma 94 fő (2022. január 1.). Gaussan Laran, Lassales, Monléon-Magnoac, Monlong és Recurt községekkel határos.

## Népesség
A település népességének változása:
| Lakosok száma | 114  | 117  | 119  | 111  | 105  | 100  | 98   | 95   | 94   |
|               | 2013 | 2015 | 2016 | 2017 | 2018 | 2019 | 2020 | 2021 | 2022 |